# Гріндель (Золотурн)
Гріндель (нім. Grindel SO) — громада  в Швейцарії в кантоні Золотурн, округ Тірштайн.

## Географія
Громада розташована на відстані близько 50 км на північ від Берна, 20 км на північ від Золотурна.
Гріндель має площу 3,1 км², з яких на 6,6% дозволяється будівництво (житлове та будівництво доріг), 42,3% використовуються в сільськогосподарських цілях, 50,8% зайнято лісами, 0,3% не є продуктивними (річки, льодовики або гори).

## Демографія
2019 року в громаді мешкало 520 осіб (+7% порівняно з 2010 роком), іноземців було 12,3%. Густота населення становила 169 осіб/км².
За віковим діапазоном населення розподілялося таким чином: 16,7% — особи молодші 20 років, 62,9% — особи у віці 20—64 років, 20,4% — особи у віці 65 років та старші. Було 215 помешкань (у середньому 2,4 особи в помешканні).
Із загальної кількості 51 працюючого 10 було зайнятих в первинному секторі, 4 — в обробній промисловості, 37 — в галузі послуг.